# Siegfried Wahle

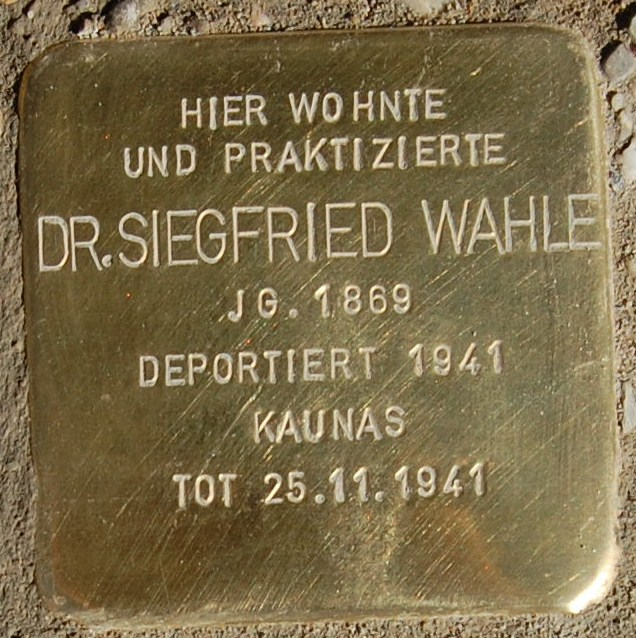
Stolperstein für Siegfried Wahle (Ludwigstraße 9 in Bad Kissingen)

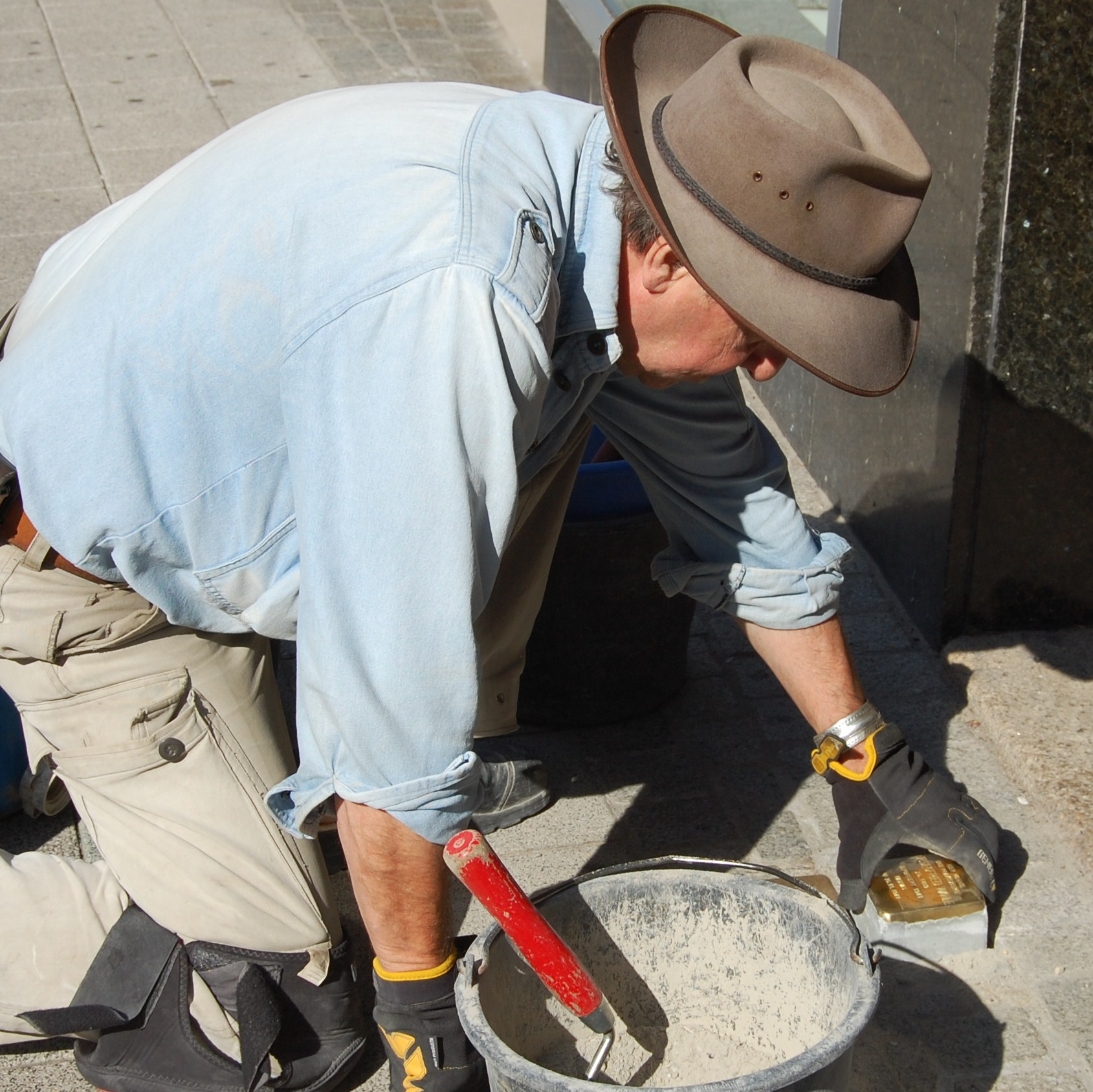
Gunter Demnig beim Verlegen des Stolpersteins für Siegfried Wahle

Siegfried Wahle (* 5. August 1869 in Uehlfeld; † 25. November 1941 im KZ Kauen) war ein deutscher Allgemeinmediziner, Generaloberarzt und Sanitätsrat jüdischer Abstammung.

## Leben
Siegfried Wahle wurde am 5. August 1869 in Uehlfeld geboren. Wahles Eltern waren etwa in der zweiten Hälfte des 19. Jahrhunderts in die mittelfränkische Gemeinde gezogen. Sein Medizinstudium an der Ludwig-Maximilians-Universität München und der Universität Erlangen schloss Wahle 1893 mit seiner Promotion und Dissertation Ueber die Methoden der Craniometrie ab, in der er sich mit verschiedenen Anwendungen der Schädel- und Knochenvermessung auseinandersetzte – tragischerweise ausgerechnet ein wissenschaftlicher Ansatz, der auch von den Nationalsozialisten für rassenideologische Theorien instrumentalisiert wurde.
Am 27. März 1902 zog Wahle nach Bad Kissingen (Ludwigstraße 14). Bereits im Jahr 1905 ließ sich Wahle dort für den drei Jahre zuvor in der Kurstadt gegründeten Liberalen Verein, einem Vorläufer der FDP, als Kandidat für die Landtagswahl aufstellen.  Vom 30. Mai 1913 bis 3. Oktober 1938 war er mit Wohnung und Praxis in der Ludwigstraße 3 (heute 9) gemeldet. Er heiratete Johanna Frank und hatte mit ihr die beiden Kinder Kurt (* 5. Mai 1907) und Anna (* 24. Oktober 1908; † 26. August 1921).
Der Grieben-Reiseführer Kissingen und Umgebung führte ihn im Jahr 1935 als Generaloberarzt und Sanitätsrat. Er gehörte zu den bedeutenden Ärzten der Kurstadt Bad Kissingen. Im Jahr 1938 verließ Wahle mit seiner Frau Bad Kissingen und bezog in Frankfurt am Main eine Wohnung in der Hamannstraße 21.
Wahle war Mitglied der „Frankenloge XXXIV“ in Würzburg, die der jüdischen Organisation Unabhängiger Orden Bne Briss (U.O.B.B.), dt.: „Söhne des Bundes“) nahestand und sich für die Verbreitung von Wissen um die jüdische Religion einsetzte. Außerdem widmete er sich dem Abbau von Vorurteilen gegenüber Juden sowie der Förderung der Rechte von Juden und dem Verständnis des Judentums. Er setzte sich aktiv für Toleranz und Humanität im Umgang der Menschen untereinander ein. Nicht zuletzt seine Tätigkeit für den UOBB war den Nationalsozialisten ein Dorn im Auge. Solchen Aktivisten wie Siegfried Wahle wurde Volksverhetzung und Untergrabung der deutschen Staatlichkeit vorgeworfen.
Unter dem Druck der Nationalsozialisten versuchte Siegfried Wahle mit seiner Frau in die USA zu emigrieren, was jedoch mangels finanzieller Möglichkeiten und wegen strenger amerikanischer Visumauflagen scheiterte. Ein Jahr nach Wahles vergeblichem Versuch der Emigration starb seine Frau Johanna am 5. November 1940 in Frankfurt, wo sie auf dem Jüdischen Friedhof in der Eckenheimer Landstraße 238 begraben ist.
Wahle wurde am 22. November 1941 nach Riga deportiert. Nur drei Tage später erlag der 72-Jährige am 25. November 1941 im KZ Kauen im litauischen Kaunas den schweren Strapazen dieses Transports.
Am 29. Juni 2011 verlegte der Kölner Künstler Gunter Demnig zu Erinnerung an Wahle in Bad Kissingen einen Stolperstein vor dessen damalige Wohn- und Arbeitsstätte in der Ludwigstraße 9.